# Karel Babuljak
Karel Babuljak (* 5. října 1957 Praha) je český skladatel a instrumentalista, majitel hudebního vydavatelství Bubosound a autor básní. Začínal jako amatérský hudebník a během své hudební kariéry prošel mnoha hudebními projekty a žánry. V osmdesátých a devadesátých letech 20. století působil nejvýrazněji s kapelami Relaxace, Máma Bubo a Babalet a byl jedním z prvních interpretů reggae v Československu, experimentoval také s rockem, novou vlnou, folklorní hudbou, minimalismem a dalšími styly. V kapelách hraje obvykle na klávesy, ale také na bicí, na kytaru, na baskytaru nebo na citeru, ale věnuje se i sólovým projektům.

## Biografie
Karel Babuljak se narodil 5. října 1957 v Praze jako mladší syn do úřednické rodiny. Matka pocházela z Moravy a otec ze Slovenska. Od mládí měl tendence vzpírat se pravidlům a řádu, což vedlo k mnoha kázeňským problémům ve škole. Rád hrál fotbal a nedílnou součástí jeho života byla od dětství také hudba. Po maturitě na gymnáziu nastoupil v září roku 1977 k náhradní vojenské službě do ČKD kompresory, kde zastával pozici mzdového účetního a po roce byl přeřazen na post archiváře.
Od roku 1979 navštěvoval kurz jógy Jiřího Mazánka, kde se seznámil se svou budoucí manželkou Barborou Jandovou. S Jiřím Mazánkem a Vlastislavem Matouškem založil skupinu Relaxace. Na podzim 1980 narukoval k povinné prezenční vojenské službě zkrácené na pět měsíců. Po návratu pracoval krátce jako řidič u pošty a od září 1981 začal na přání maminky studovat geologii na Přírodovědecké fakultě Univerzity Karlovy, odkud však záhy odešel kvůli založení rodiny. Manželka Barbora studovala v letech 1981–1988 na lékařské fakultě UK a během této doby se jim narodil syn Ondřej (* 1982) a dcera Tereza (* 1985). Babuljak pracoval jako noční hlídač, což mu umožnilo postarat se o rodinu a zároveň se věnovat hudbě. V roce 1983 založil s Vlastislavem Matouškem skupinu Máma Bubo a o rok později s Alešem Drvotou Babalet, v letech 1988 až 1991 působil ve skupině Hypnotix. Po Sametové revoluci se kapelám otevřely možnosti koncertovat v zahraniční. Babuljak kromě hraní v rámci republiky koncertoval až dvakrát měsíčně převážně s Babaletem a Hypnotixem i v dalších evropských zemích. Kvůli synovým zdravotním problémům se Babuljakovi v roce 1990 odstěhovali z Prahy. Manželka získala v Lánech místo obvodní lékařky i s domem. Babuljak se více věnoval domácímu nahrávání a v letech 1992–1994 pracoval jako pedagog v ZUŠ v Novém Strašecí, kde vyučoval hru na klavír, kytaru a bicí. V té době vznikl Sajkedelik Šraml Band, skupina, která hrála psychedelické verze známých písní. Manželství Babuljakových skončilo v roce 1994 rozvodem a Babuljak se odstěhoval do Unhoště.
V roce 1995 navázal romantický vztah s Terezou Charvátovou a společně se přestěhovali do rodinného domu v Mýtě u Rokycan. V roce 1996 se vzali a mají spolu tři děti – Adama (* 1996), Dorotu (* 2000) a Františka Josefa (* 2004). V roce 1997 se Babuljak stal bubeníkem v kapele Boothill a přes pět let ji doprovázel v klubech i na festivalech. V roce 2003 se skupina rozpadla. V roce 1998 přijal nabídku na post hráče na klávesy ve skupině První republika a součástí kapely byl do roku 2006. Na sklonku minulého tisíciletí v roce 1999 spoluzakládal Kapelu Snů, později roku 2003 změnila název na Kapela Snoo a roku 2009 na Snoo. Skupina fungovala do roku 2013. Do roku 2019 působil Babuljak ve skupině Snookers, kterou v roce 2002 spoluzakládal. V roce 2011 sestavil ze svých přátel mýtskou kapelu Chichimeku. Bylo to v době, kdy Snoo, Snookers i Šraml Band měly ustálený repertoár a muzikanti se scházeli jen na koncertech a Máma Bubo rovněž netvořila nic nového. Chichimeku účinkovala na různých festivalech a od roku 2016 vystupuje v pražských klubech. Babalet i Máma Bubo přestaly koncertovat v roce 2019 a v té době Babuljak sestavil skupinu Bubolet, která v sobě nese jejich odkaz.
Ve skupině Relaxace se Babuljak učil hrát na citeru a postupně si vytvořil svůj vlastní osobitý styl, upravoval ladění, začal používat trsátko, hrál prsty a kombinoval různé techniky. Vydáním meditativního alba pro citery, kalimby a hlas Muž s batohem (1995) zahájil své mnohaleté sólové projekty, hraní v čajovnách, v hudebních klubech, na zámcích, hradech, v knihovnách a na festivalech.

## Diskografie, výběr
- Relaxace: Hudba sfér (PANTON 1988)
- Hypnotix: Rastaman in Prague (Bonton 1990)
- Máma Bubo: Baňatost (Primus 1991)
- Relaxace: Dhjána (Arta 1991)
- Relaxace: Kadael (Arta 1993)
- Babalet: Kytkový reggae (Popron 1995)
- Karel Babuljak: Muž s batohem (Sound & Silence 1995)
- Relaxace: Český koan (Sound & Silence 1996)
- David Vávra a Karel Babuljak: Čau hele! (Bubosound 1996)
- Babuljak, Korb, Valenta: Setkání (Sound & Silence 1997)
- Karel Babuljak: Muž hraje na citeru (Bubosound 1998)
- Sajkedelik Šraml Band: Město králů (Fendrychovy Ostrovy 1999)
- Máma Bubo: Planeta Haj (Anne Records 2000)
- Sajkedelik Šraml Band: Indiánské písně (Fendrychovy ostrovy 2000)
- Karel Babuljak: Neklidná Bubolova mysl (Bubosound 2001)
- Kapela snů: Jaképak s tím cavyky (Bubosound 2002)
- Sajkedelik šraml band: U Rafa (Bubosound 2003)
- Relaxace: Indické inspirace (KMa 2004)
- Best of Babalet 20 years (KMa 2004)
- Kapela Snoo: Rabaram (Bubosound 2005)
- Karel Babuljak: V kapli na prádle (Bubosound 2007)
- Snoo: Cože?!! (Bubosound 2011)
- Chichimeku: Tanec živlů (Bubosound 2014)
- Máma Bubo: Aby se nám milovali...(2022)